# Fréquence Éghezée
 (septembre 2017).
Si vous disposez d'ouvrages ou d'articles de référence ou si vous connaissez des sites web de qualité traitant du thème abordé ici, merci de compléter l'article en donnant les références utiles à sa vérifiabilité et en les liant à la section « Notes et références ».
Fréquence Éghezée est la radio locale de l'entité d'Éghezée (Belgique) et de sa région. Elle fut créée en décembre 1982 sous le nom de Tam-Tam Radio. En décembre 2004, la radio est relancée sous un nouveau nom : Fréquence Éghezée. 

## Historique
En juin 1982, des réunions préliminaires en vue de la création d'une radio locale à Éghezée sont organisées à l'initiative du foyer culturel de l'époque.
Le 1er décembre 1982, le choix du nom de la radio donne les résultats suivants : Tam-Tam radio 8 voix, Radio Phonie 6 voix, radio Marka 3 voix. C'est donc Tam Tam Radio qui est retenu.
Le 20 décembre 1982, après de nombreuses discussions, la radio démarre dans un studio provisoire, une petite caravane, installée dans la cour intérieure de l'un des administrateurs.
Le 30 décembre 1982, premier morceau diffusé: "Words", de FR. David. La radio restera environ 6 mois dans la caravane. Par la suite, la commune d'Éghezée proposera, comme nouveau local, une partie de l'ancienne maison communale de Longchamps, située au 13 de la place de Longchamps. La radio restera dans ces locaux jusqu'en 2011.
Le 4 décembre 2004, alors que la radio d'Éghezée rencontre quelques difficultés, l'équipe de l'époque décide de la faire renaître sous un nouveau nom : Fréquence Éghezée.
Le 8 octobre et 9 octobre 2005, Fréquence Éghezée a surpassé les animateurs Arthur et Sébastien Cauet en battant le record de la plus longue émission radio. Cette émission dura près de quarante heures avec de nombreux invités belges connus ou non (dont Annie Cordy par téléphone).
En mars 2008, la radio lance son site internet. En août 2011, le site de la radio fait peau neuve.
Le 11 février 2012, Fréquence Éghezée inaugure ses nouveaux studios dans le centre d'Éghezée. C'est également l'occasion pour la radio de présenter son nouveau logo et de mettre en place un nouvel habillage d'antenne.
Le 19 janvier 2013, le Conseil d'administration de Fréquence Eghezée franchit un nouveau cap en accueillant quatre nouveaux administrateurs. Ceux-ci ont pour mission de faire de Fréquence Eghezée la radio la plus écoutée de la commune d'Eghezée. 
En 2017 le conseil d'administration est renouvelé.